# Sebastiano Esposito
Sebastiano Esposito (Castellammare di Stabia, 2 luglio 2002) è un calciatore italiano, attaccante del Cagliari, in prestito dall'Inter.

## Biografia
Proviene da una famiglia di calciatori: il padre Agostino è stato calciatore e poi allenatore della Juve Stabia e, nel 2020, allenò la Voluntas Brescia in Promozione lombarda. I suoi fratelli Salvatore (nato nel 2000), con il quale ha giocato nella SPAL, e Francesco Pio (nato nel 2005), con il quale ha giocato nell'Inter, sono entrambi calciatori professionisti e come lui sono cresciuti nelle giovanili del Brescia e dell'Inter.
L'unica sorella, Annamaria, è legata sentimentalmente a un altro calciatore, Agostino Camigliano.
Nell'estate del 2022, in intesa con il padre Agostino, il fratello Salvatore e il responsabile Germano Panni, ha rilevato le quote della società dilettantistica Voluntas Brescia, la cui scuola calcio aveva ospitato proprio i due fratelli poco prima del loro passaggio al vivaio del Brescia.
Due anni dopo i fratelli Esposito ristrutturano a loro spese il campetto in cui sono cresciuti a Castellammare di Stabia per donarlo ai ragazzi del loro vecchio quartiere.

## Caratteristiche tecniche
Attaccante abile in zona gol, può essere schierato da seconda punta o trequartista in modo da partire in progressione dalla distanza. Ambidestro, è bravo nella conduzione palla, nell'attaccare gli spazi e nel fornire assist ai compagni, oltre ad avere una forte personalità.
Durante la sua esperienza al Basilea, è stato condizionato da alcuni limiti caratteriali, che non gli hanno permesso di esprimere il suo intero potenziale.
Nel 2019 è stato inserito nella lista, stilata dal Guardian, dei migliori sessanta calciatori nati nel 2002.

## Carriera

### Club

#### Gli inizi, Inter
Nativo di Castellammare di Stabia, nel 2011, durante un'amichevole fra due squadre locali, viene notato dall'osservatore del Brescia Roberto Clerici, che decide di portarlo nel club lombardo. Rimane nel settore giovanile dei biancazzurri fino al 2014, quando, a fronte di alcune difficoltà economiche, viene ceduto all'Inter assieme al fratello Salvatore.
Con il club nerazzurro percorre tutta la trafila delle giovanili, giocando spesso sotto età nelle varie categorie.
Nel 2018-2019 ha iniziato con l'Under-17 (16 gol in 14 partite) e poi è stato promosso in Primavera (5 centri in 12 presenze).
Il 13 marzo 2019, in seguito all'emergenza infortuni che in quel periodo aveva colpito l'Inter, viene convocato in prima squadra da Luciano Spalletti per la gara di ritorno degli ottavi di Europa League contro l'Eintracht Francoforte. Il giorno seguente, all'età di 16 anni, 8 mesi e 12 giorni, fa il suo debutto a San Siro, subentrando al 73' a Borja Valero e diventando il giocatore nerazzurro più giovane a debuttare in una competizione europea.
Nella stagione successiva viene inserito nella rosa della prima squadra, sotto la guida del nuovo allenatore Antonio Conte. Il 23 ottobre 2019 debutta in Champions League subentrando a Romelu Lukaku nella sfida casalinga vinta per 2-0 contro il Borussia Dortmund guadagnandosi anche un calcio di rigore, in seguito sbagliato da Lautaro Martínez. A 17 anni e 113 giorni, Esposito è il più giovane debuttante dell'Inter nella moderna Champions League, dato che, considerando anche la Coppa dei Campioni, il primato resta di Giuseppe Bergomi, esordiente a 17 anni e 72 giorni nel 1981. Il 26 ottobre fa il suo esordio assoluto anche in Serie A, prendendo il posto di Lautaro Martínez nel pareggio interno contro il Parma (2-2), diventando il primo giocatore nato nel 2002 a debuttare in Serie A. Il 21 dicembre, alla prima da titolare, segna su rigore il suo primo gol in Serie A nel successo per 4-0 contro il Genoa. A 17 anni, 5 mesi e 19 giorni Esposito diventa il giocatore più giovane ad aver segnato a San Siro con la maglia dell'Inter, strappando il record a Bergomi, ed il secondo in assoluto dopo Mario Corso (17 anni, 3 mesi e 5 giorni). Nel corso della stagione colleziona complessivamente 14 presenze, di cui 7 in campionato.

#### SPAL e Venezia
Il 25 settembre 2020 viene ceduto in prestito alla SPAL, in Serie B, raggiungendo il fratello Salvatore, già avuto come compagno durante la comune militanza nelle giovanili dell'Inter. Esordisce con la SPAL il 30 settembre, nella partita del secondo turno di Coppa Italia vinta ai rigori contro il Bari. Realizza il suo primo e unico gol il 21 novembre, nella gara di campionato vinta 2-0 in casa contro il Pescara alla 8ª giornata.
Non trovando spazio, il 15 gennaio 2021 il prestito viene risolto e lui fa ritorno all'Inter, che il giorno stesso lo cede fino al termine della stagione al Venezia, sempre in Serie B. Il giorno successivo esordisce con i lagunari, nella sconfitta esterna per 2-0 contro il Pordenone valida per la 18ª giornata. Il 20 marzo 2021 realizza la sua prima rete col Venezia, nella gara vinta in casa del Monza per 4-1.
In tutto saranno 2 i gol segnati in 19 partite con gli arancioverdi, che vincono i play-off e sono promossi in Serie A.

#### Basilea e Anderlecht
Il 13 luglio dello stesso anno viene ceduto al Basilea a titolo temporaneo con diritto di opzione e contro-opzione. Il 25 luglio seguente segna il suo primo gol in maglia rossoblu, al debutto nel campionato svizzero contro il Grasshoppers: si ripete, poi, una settimana più tardi, contro il Sion, e ancora (su rigore) contro il Servette alla terza giornata. Segnando anche il 29 agosto su punizione contro lo Young Boys, realizza la sua quarta rete nelle prime cinque giornate di campionato. Dopo questo ottimo inizio, viene però frenato da problemi fisici e comportamentali, tanto da essere messo brevemente fuori rosa nel dicembre 2021. Il 10 marzo 2022 realizza il suo primo gol nelle coppe europee, nella gara di andata degli ottavi di Europa Conference League persa per 2-1 in casa del Marsiglia. Termina la stagione con 7 gol in 34 presenze complessive.
Il 4 luglio 2022, a 20 anni, passa in prestito con diritto di riscatto all’Anderlecht. Esordisce con la squadra di Bruxelles il 24 luglio seguente, nella gara della 1ª giornata di campionato vinta per 2-0 contro l'Ostenda. In 21 partite disputate con la squadra belga segna un gol al Westerlo in campionato e un altro al West Ham Utd in Conference League.

#### Bari e Sampdoria
Il 31 gennaio 2023 torna in Italia e passa in prestito al Bari, in Serie B. Esordisce con la casacca dei pugliesi il 4 febbraio e va subito in rete nella gara contro la SPAL, vinta per 4-3. Segna ancora alla sua prima presenza allo Stadio San Nicola nel 2-1 contro il Cosenza. I biancorossi terminano il campionato in terza posizione perdendo la finale play-off contro il Cagliari. In tutto Esposito mette a segno 4 reti e serve 2 assist in 15 partite  prima di far ritorno all’Inter, prendendo parte al ritiro estivo dei nerazzurri.
Il 22 agosto seguente, viene ceduto alla Sampdoria, sempre in Serie B, in prestito con diritto di riscatto e contro-riscatto. L'11 novembre segna la sua prima rete con i blucerchiati, aprendo le marcature nel successo per 2-0 in casa del Modena. Il 9 dicembre segna la sua prima doppietta con la maglia della Sampdoria, segnando entrambi i goal nella vittoria per 2-0 contro il Lecco. Viene poi premiato dalla Lega Serie B come MVP del mese di dicembre per aver collezionato 4 gol e 1 assist in 5 presenze. In questa stagione colleziona in tutto 23 presenze e 6 gol.

#### Empoli e ritorno all'Inter
Il 17 luglio 2024, Esposito viene ceduto all'Empoli, in Serie A, in prestito con diritto di riscatto fissato a 5 milioni di euro con l’Inter che si riserva il 20% di una futura rivendita. Il 10 agosto nell'esordio ufficiale con i toscani va a segno nel successo per 4-1 sul Catanzaro in Coppa Italia. Una settimana dopo avviene l'esordio in Serie A con i toscani in occasione della gara contro il Monza (0-0). Il 20 settembre nella vittoria esterna contro il Cagliari (0-2) segna il suo primo gol in Serie A con l’Empoli e il secondo in assoluto dopo quello segnato con l’Inter quasi cinque anni prima. L'8 dicembre segna la sua prima doppietta in Serie A nel successo per 4-1 in casa dell'Hellas Verona. Il 19 gennaio 2025 dopo essere entrato nel secondo tempo segna contro l'Inter e non esulta per rispetto della squadra che ne detiene il cartellino. Termina la stagione, che vede la retrocessione dell'Empoli, con 10 reti totali di cui 8 in campionato e 2 in Coppa Italia.
A fine stagione fa ritorno all’Inter e prende parte al Mondiale per club negli Stati Uniti insieme al fratello più piccolo Francesco Pio. Torna a indossare la maglia nerazzurra il 18 giugno giocando da titolare la prima partita della competizione (1-1 con il Monterrey).

#### Cagliari
Il 12 agosto 2025 si trasferisce in prestito con obbligo di riscatto al verificarsi di determinate condizioni al Cagliari.

### Nazionale
Con l'Under-17 nel 2019 ha preso parte all'Europeo di categoria, perso in finale contro i Paesi Bassi. Si è inoltre classificato secondo nella classifica marcatori del torneo con 4 reti in 6 incontri. Il 16 ottobre 2019 non viene incluso nella rosa dell'Under-17 per disputare il Mondiale di categoria a seguito del veto imposto dall'Inter per via dell'infortunio accorso ad Alexis Sánchez con la nazionale cilena. A novembre dello stesso anno viene convocato dall'Under-19 per le gare della prima fase di qualificazione all'Europeo di categoria: segna 2 gol e fornisce 2 assist contribuendo alla qualificazione alla fase successiva.
Il 3 settembre 2020 fa il suo esordio in nazionale Under-21, giocando titolare nella partita amichevole contro la Slovenia vinta 2-1 a Lignano Sabbiadoro. In questa partita entra nel secondo tempo anche il fratello Salvatore. Il 21 marzo 2025, segna il suo primo gol con gli Azzurrini nella partita amichevole contro i Paesi Bassi, persa per 2-1.

## Statistiche

### Presenze e reti nei club
Statistiche aggiornate al 12 agosto 2025.
| Stagione        | Squadra         | Campionato      | Campionato | Campionato | Coppe nazionali | Coppe nazionali | Coppe nazionali | Coppe continentali | Coppe continentali | Coppe continentali | Altre coppe | Altre coppe | Altre coppe | Totale | Totale |
| Stagione        | Squadra         | Comp            | Pres       | Reti       | Comp            | Pres            | Reti            | Comp               | Pres               | Reti               | Comp        | Pres        | Reti        | Pres   | Reti   |
| --------------- | --------------- | --------------- | ---------- | ---------- | --------------- | --------------- | --------------- | ------------------ | ------------------ | ------------------ | ----------- | ----------- | ----------- | ------ | ------ |
| 2018-2019       | Inter           | A               | 0          | 0          | CI              | 0               | 0               | UCL+UEL            | 0+1                | 0                  | -           | -           | -           | 1      | 0      |
| 2019-2020       | Inter           | A               | 7          | 1          | CI              | 2               | 0               | UCL+UEL            | 3+2                | 0                  | -           | -           | -           | 14     | 1      |
| 2020-gen. 2021  | SPAL            | B               | 10         | 1          | CI              | 3               | 0               | -                  | -                  | -                  | -           | -           | -           | 13     | 1      |
| gen.-giu. 2021  | Venezia         | B               | 18+1       | 2          | CI              | -               | -               | -                  | -                  | -                  | -           | -           | -           | 19     | 2      |
| 2021-2022       | Basilea         | SL              | 23         | 6          | CS              | 1               | 0               | UECL               | 10                 | 1                  | -           | -           | -           | 34     | 7      |
| 2022-gen. 2023  | Anderlecht      | PL              | 14         | 1          | CB              | 0               | 0               | UECL               | 7                  | 1                  | -           | -           | -           | 21     | 2      |
| gen.-giu. 2023  | Bari            | B               | 11+4       | 4          | CI              | -               | -               | -                  | -                  | -                  | -           | -           | -           | 15     | 4      |
| 2023-2024       | Sampdoria       | B               | 22+1       | 6          | CI              | 0               | 0               | -                  | -                  | -                  | -           | -           | -           | 23     | 6      |
| 2024-2025       | Empoli          | A               | 33         | 8          | CI              | 4               | 2               | -                  | -                  | -                  | -           | -           | -           | 37     | 10     |
| giu. 2025       | Inter           | -               | -          | -          | -               | -               | -               | -                  | -                  | -                  | Cmc         | 4           | 0           | 4      | 0      |
| Totale Inter    | Totale Inter    | Totale Inter    | 7          | 1          |                 | 2               | 0               |                    | 6                  | 0                  |             | 4           | 0           | 19     | 1      |
| 2025-2026       | Cagliari        | A               | -          | -          | CI              | 1               | -               | -                  | -                  | -                  | -           | -           | -           | -      | -      |
| Totale carriera | Totale carriera | Totale carriera | 144        | 29         |                 | 11              | 2               |                    | 23                 | 2                  |             | 4           | 0           | 181    | 33     |

### Cronologia presenze e reti in nazionale
| Cronologia completa delle presenze e delle reti in nazionale ― Italia under 21 | Cronologia completa delle presenze e delle reti in nazionale ― Italia under 21 | Cronologia completa delle presenze e delle reti in nazionale ― Italia under 21 | Cronologia completa delle presenze e delle reti in nazionale ― Italia under 21 | Cronologia completa delle presenze e delle reti in nazionale ― Italia under 21 | Cronologia completa delle presenze e delle reti in nazionale ― Italia under 21 | Cronologia completa delle presenze e delle reti in nazionale ― Italia under 21 | Cronologia completa delle presenze e delle reti in nazionale ― Italia under 21 |
| Data                                                                           | Città                                                                          | In casa                                                                        | Risultato                                                                      | Ospiti                                                                         | Competizione                                                                   | Reti                                                                           | Note                                                                           |
| ------------------------------------------------------------------------------ | ------------------------------------------------------------------------------ | ------------------------------------------------------------------------------ | ------------------------------------------------------------------------------ | ------------------------------------------------------------------------------ | ------------------------------------------------------------------------------ | ------------------------------------------------------------------------------ | ------------------------------------------------------------------------------ |
| 3-9-2020                                                                       | Lignano Sabbiadoro                                                             | Italia under 21                                                                | 2 – 1                                                                          | Slovenia under 21                                                              | Amichevole                                                                     | -                                                                              | 46’                                                                            |
| 8-10-2021                                                                      | Zenica                                                                         | Bosnia ed Erzegovina under 21                                                  | 1 – 2                                                                          | Italia under 21                                                                | Qual. Europeo Under-21 2023                                                    | -                                                                              | 81’                                                                            |
| 6-6-2022                                                                       | Differdange                                                                    | Lussemburgo under 21                                                           | 0 – 3                                                                          | Italia under 21                                                                | Qual. Europeo Under-21 2023                                                    | -                                                                              | 73’                                                                            |
| 9-6-2022                                                                       | Helsingborg                                                                    | Svezia under 21                                                                | 1 – 1                                                                          | Italia under 21                                                                | Qual. Europeo Under-21 2023                                                    | -                                                                              | 76’                                                                            |
| 14-6-2022                                                                      | Ascoli Piceno                                                                  | Italia under 21                                                                | 4 – 1                                                                          | Irlanda under 21                                                               | Qual. Europeo Under-21 2023                                                    | -                                                                              | 83’                                                                            |
| 22-9-2022                                                                      | Pescara                                                                        | Italia under 21                                                                | 0 – 2                                                                          | Inghilterra under 21                                                           | Amichevole                                                                     | -                                                                              | 46’                                                                            |
| 26-9-2022                                                                      | Castel di Sangro                                                               | Italia under 21                                                                | 1 – 1                                                                          | Giappone under 21                                                              | Amichevole                                                                     | -                                                                              | 63’                                                                            |
| 4-6-2024                                                                       | Vitrolles                                                                      | Italia under 21                                                                | 4 – 3                                                                          | Giappone under 21                                                              | Torneo Maurice Revello 2024 - 1º turno                                         | -                                                                              | 69’                                                                            |
| 6-6-2024                                                                       | Aubagne                                                                        | Ucraina under 21                                                               | 4 – 0                                                                          | Italia under 21                                                                | Torneo Maurice Revello 2024 - 1º turno                                         | -                                                                              | 75’                                                                            |
| 10-6-2024                                                                      | Aubagne                                                                        | Italia under 21                                                                | 2 – 2                                                                          | Panama under 21                                                                | Torneo Maurice Revello 2024 - 1º turno                                         | -                                                                              | cap. 46’                                                                       |
| 12-6-2024                                                                      | Salon-de-Provence                                                              | Italia under 21                                                                | 1 – 0                                                                          | Indonesia under 21                                                             | Torneo Maurice Revello 2024 - 1º turno                                         | -                                                                              | 71’                                                                            |
| 21-3-2025                                                                      | Venezia                                                                        | Italia under 21                                                                | 1 – 2                                                                          | Paesi Bassi under 21                                                           | Amichevole                                                                     | 1                                                                              | 45’                                                                            |
| 24-3-2025                                                                      | Cittadella                                                                     | Italia under 21                                                                | 1 – 1                                                                          | Danimarca under 21                                                             | Amichevole                                                                     | -                                                                              | 54’                                                                            |
| Totale                                                                         |                                                                                | Presenze                                                                       | 13                                                                             |                                                                                | Reti                                                                           | 1                                                                              |                                                                                |

## Palmarès

### Club

#### Competizioni giovanili
- Campionato Allievi Nazionali: 1

Inter: 2018-2019